# Candelaria Pérez
Candelaria Pérez, född 1810, död 1870, var en chilensk soldat under Konfederationskriget. Kriget utkämpades mellan Peru-bolivianska konfederationen och Chile och Argentina,  stödda av peruanska dissidenter. Ursprungligen marketenterska, deltog hon aktivt i strid under Slaget vid Yungay 1839, under vilken hon ledde ett anfall mot fiendens positioner. För sin akt belönades hon med rang av sergeant. 